# Manifest Kandela
Manifest Kandela – opublikowany w 1998 roku w „American Journal of Psychiatry” artykuł A New Intellectual Framework for Psychiatry, zawierający propozycje założeń, na których opierać się ma współczesna psychiatria:
- wszystkie czynności umysłu stanowią odzwierciedlenie czynności mózgu,
- czynniki genetyczne mają znaczenie w determinacji czynności umysłu i zaburzeń psychicznych,
- czynniki zewnętrzne, poprzez wpływ na procesy uczenia się, mogą modyfikować ekspresję genów,
- zmiany w ekspresji genów pod wpływem uczenia się powodują modyfikację połączeń synaptycznych; ma to związek z kształtowaniem się osobowości oraz powstawaniem zaburzeń psychicznych,
- psychoterapia powoduje zmiany przez wpływ na procesy uczenia się.